# Думурия
Думурия (бенг. ডুমুরিয়া, англ. Dumuria) — город на юго-западе Бангладеш, административный центр одноимённого подокруга. Площадь города равна 6,93 км². По данным переписи 2001 года, в городе проживало 14 189 человек, из которых мужчины составляли 52,09 %, женщины — соответственно 47,91 %. Плотность населения равнялась 2047  чел. на 1 км². Уровень грамотности населения составлял 44,4 % (при среднем по Бангладеш показателе 43,1 %). 